# Кадрі Мяльк
Кадрі Мяльк (ест. Kadri Mälk; нар. 27 січня року 1958 року — 1 січня 2023) — естонська художниця, дизайнерка ювелірних виробів.

## Життєвий шлях
Кадрі Мяльк народилася в Таллінні, навчалась в Тартуській художній школі в 1977 році, у 1986 році закінчила Естонську академію мистецтв. З 1986 по 1993 рік Мяльк була вільним художником. У 1993 році вона вступила до Інституту дизайну Лахті у Фінляндії, вивчала геммологію, закінчила навчання в студії Бернда Мунштайнера в Німеччині. У 1989 року Кадрі Мяльк розпочала працювати в Естонській академії мистецтв, а в 1996 року  стала професором на кафедрі ювелірних виробів.

## Досягнення
У Кадрі Мяльк презентувала власні і брала участь у групових виставках по всьому світу. Її проекти ювелірних виробів демонструвалися в музеях і на виставках Естонії, Латвії, Литви, Німеччини, Бельгії, Данії, Фінляндії, США, Південної Кореї, Росії, Словаччини, Франції, Японії, Великобританії, Швеції, Іспанії та Норвегії. 

## Приватне життя
Кадрі Мяльк була одружена тричі. Її останнім чоловіком був письменник і перекладач Маті Сіркель.
Художниця померла 1 січня 2023 року у віці 64 років

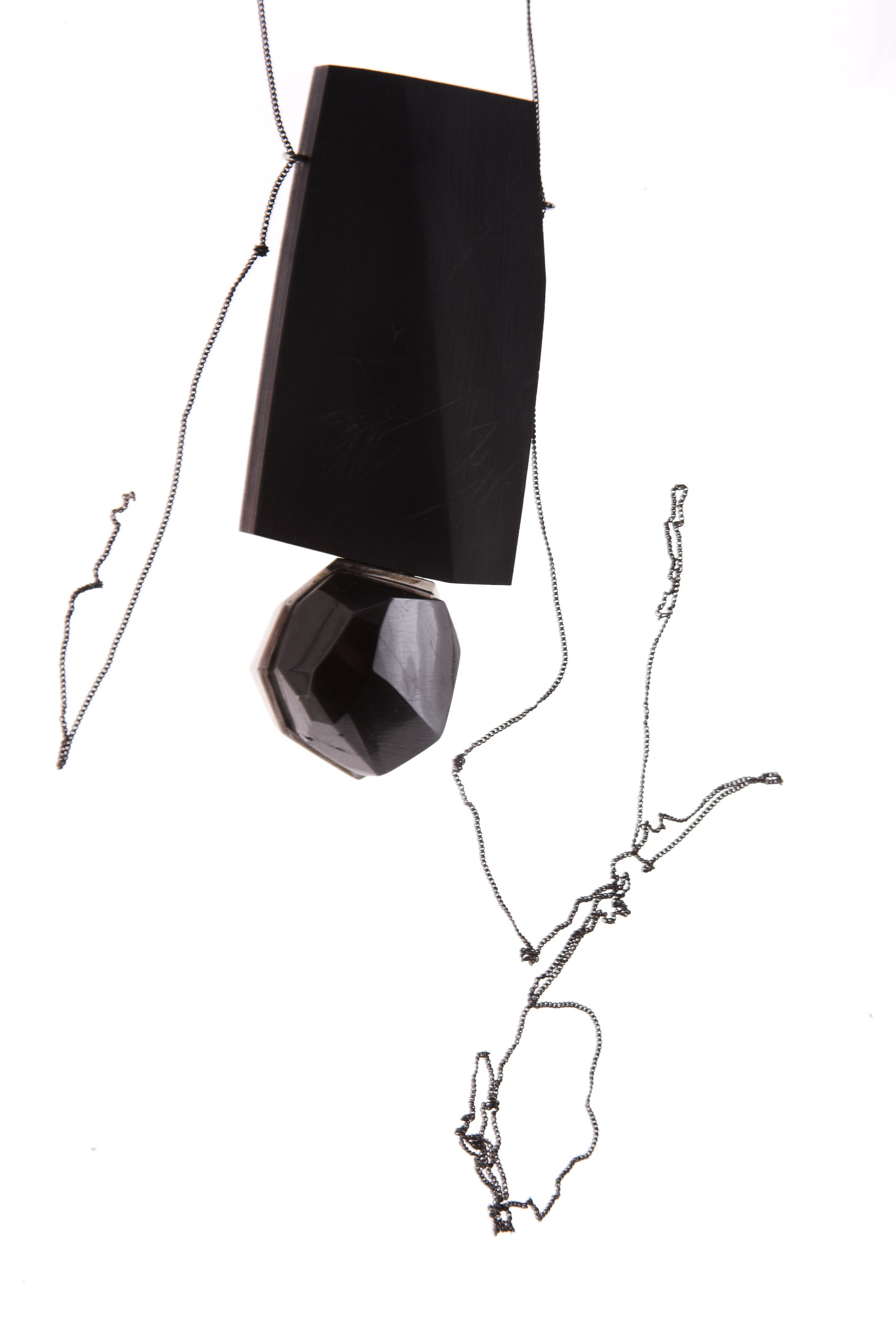
Амнезія, 2010

## Відзнаки
- 2017 Орден Білої Зірки V ст
- 1998 Естонська державна культурна премія
- 1997 Естонська Премія року
- 1995 Естонська жіноча премія
- 1994 Щорічна мистецька премія Крістіяна Рауда
- 1992 PRIX ARTICA Почесна згадка, Фінляндія
- 1988 Гран-прі на IV Трієнале прикладного мистецтва, Естонія
- 1987 Премія року, Естонія